# Alexander Volkanovski
Alexander Volkanovski (Wollongong, 29 september 1988) is een Australisch MMA-vechter. Hij werd op 14 december 2019 wereldkampioen vedergewicht (tot 66 kilo) bij de UFC.

## Carrière
Volkanovski is een zoon van een Macedonische vader en een Griekse moeder. Hij begon in zijn jeugd met Grieks-Romeins worstelen. Hij stopte hier in zijn tienerjaren mee om te gaan rugbyen. Om in vorm te blijven voor het rugby pakte hij op zijn 22e toch het worstelen weer op, evenals MMA-training. Hij realiseerde zich na verloop van tijd dat hij voor MMA wilde gaan. Nadat hij vanwege zijn gewicht van toentertijd begon met gevechten in het weltergewicht (tot 77 kilo) trainde hij zichzelf af tot hij in aanmerking kwam voor wedstrijden in het vedergewicht.
Volkanovski debuteerde op 19 mei 2012 in het professionele MMA met een overwinning op Gerhard Voigt. De jury wees hem die dag na drie ronden van vijf minuten unaniem aan als winnaar. Hij versloeg daarna ook Regan Wilson en Anton Zafir (allebei door middel van een technische knock-out). Corey Nelson diende hem op 10 mei 2013 zijn eerste nederlaag toe. Deze keer ging hij na een schop tegen zijn hoofd zelf TKO.
Na zijn nederlaag tegen Nelson versloeg Volkanovski van december 2013 tot en met juli 2015 tien tegenstanders op rij. Hij had daarbij één keer de jury nodig om hem de zege toe te kennen. De andere negen partijen won hij op basis van knock-outs, technische knock-outs en verwurgingen.

### UFC
Volkanovski debuteerde op 26 november 2016 vervolgens binnen de UFC. Hij had die dag minder dan anderhalve ronde nodig om Yusuke Kasuya TKO te slaan. Volkanovski zette zijn zegereeks ook binnen de UFC voort. Hij versloeg na Kasuya ook Mizuto Hirota, Shane Young, Jeremy Kennedy, Darren Elkins, Chad Mendes en José Aldo en bleef zo zeventien partijen op rij ongeslagen (waarvan zeven binnen de UFC). De organisatie gunde hem daarop een titelgevecht tegen regerend kampioen vedergewicht Max Holloway. Dit vond plaats op 14 december 2019. Volkanovski moest die dag voor het eerst in zijn carrière vijf ronden van vijf minuten volmaken. De jury wees hem daarna unaniem aan als de nieuwe kampioen. Ook tijdens een rematch zes maanden later won hij de gunst van de jury, nu middels een split decision.
Volkanovski verdedigde zijn titel in september 2021 tegen Brian Ortega (unanieme jurybeslissing) en in april 2022 ook tegen Jung Chan-sung (technische knock-out). In juli 2022 volgde een derde confrontatie met Holloway en opnieuw versloeg Volkanovski de voormalig kampioen (unanieme jurybeslissing). Volkanovski nam het in februari 2023 op tegen UFC-kampioen lichtgewicht (tot 70 kilo) Islam Makhachev. Bij winst zou hij titelhouder in twee gewichtsklassen tegelijkertijd worden. Zover kwam het niet. Volkanovski en Makhachev maakten samen vijf ronden vol, waarna de jury de Rus unaniem als winnaar aanwees. Volkanovski ging daarna in het vedergewicht verder waar hij mee bezig was. Hij verdedigde op 8 juli 2023 zijn titel voor de vijfde keer door Yair Rodríguez vlak voor het einde van ronde drie van hun gevecht TKO te slaan.